# Четырнадцатиточечная коровка
Четырнадцатито́чечная коро́вка (лат. Propylea quatuordecimpunctata) — жук из семейства божьих коровок (лат. Coccinellidae). Питается тлёй, белокрылками, кокцидовыми, а также личинками и яйцами некоторых жуков и бабочек. Самка откладывает около 400 яиц, однако среди личинок высокая смертность. Зимует дважды.

## Описание
Длина насекомого — от 3,5 до 4,5 мм. Имеет место полиморфизм: существует более 100 комбинаций цветов и форм рисунков. Из-за внешних различий, некоторые подвиды изначально относились к отдельным видам.

Цвет фона варьируется от кремового до жёлтого и светло-оранжевого, но никогда не красного. Обычно они имеют 14 черных пятен на надкрыльях, которые зачастую сливаются в форму, напоминающую якорь. Иногда сливаются до такой степени, что основной цвет практически полностью исчезает за исключением 12 светло-желтых пятен.

Усики и ноги желтовато-коричневые.

## Распространение по миру
В ареал данного вида входит Европа, Северная Африка, Россия, Казахстан, Западная Азия, Пакистан, Монголия, Китай, Корея, Япония и Северная Америка.

## Подвиды
К подвидам относятся:
- Propylea quatuordecimpunctata var. suturalis Weise, 1879
- Propylea quatuordecimpunctata var. weisei Mader, 1931
- Propylea quatuordecimpunctata var. pedemontana Della Beffa, 1913
- Propylea quatuordecimpunctata var. frivaldskyi Sajo, 1882
- Propylea quatuordecimpunctata var. pannonica Sajo, 1882
- Propylea quatuordecimpunctata var. moravica Walter, 1882
- Propylea quatuordecimpunctata var. perlata Weise, 1879

## Фотогалерея

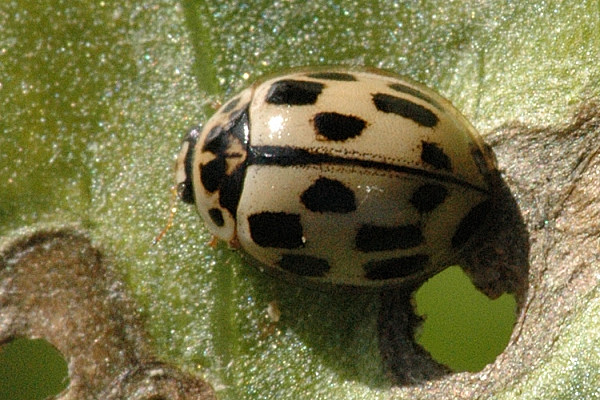
Жёлтая цветовая вариация
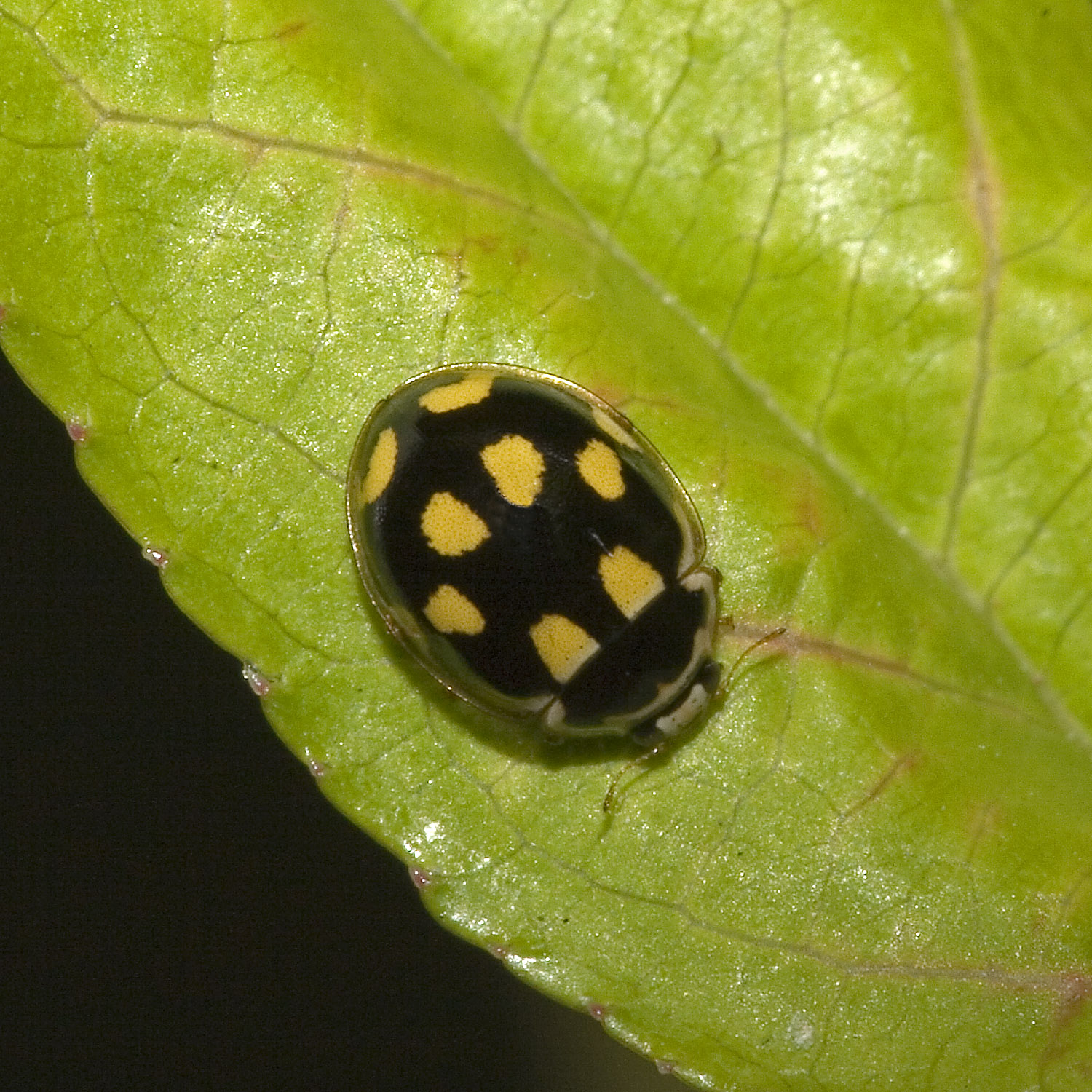
Чёрная цветовая вариация
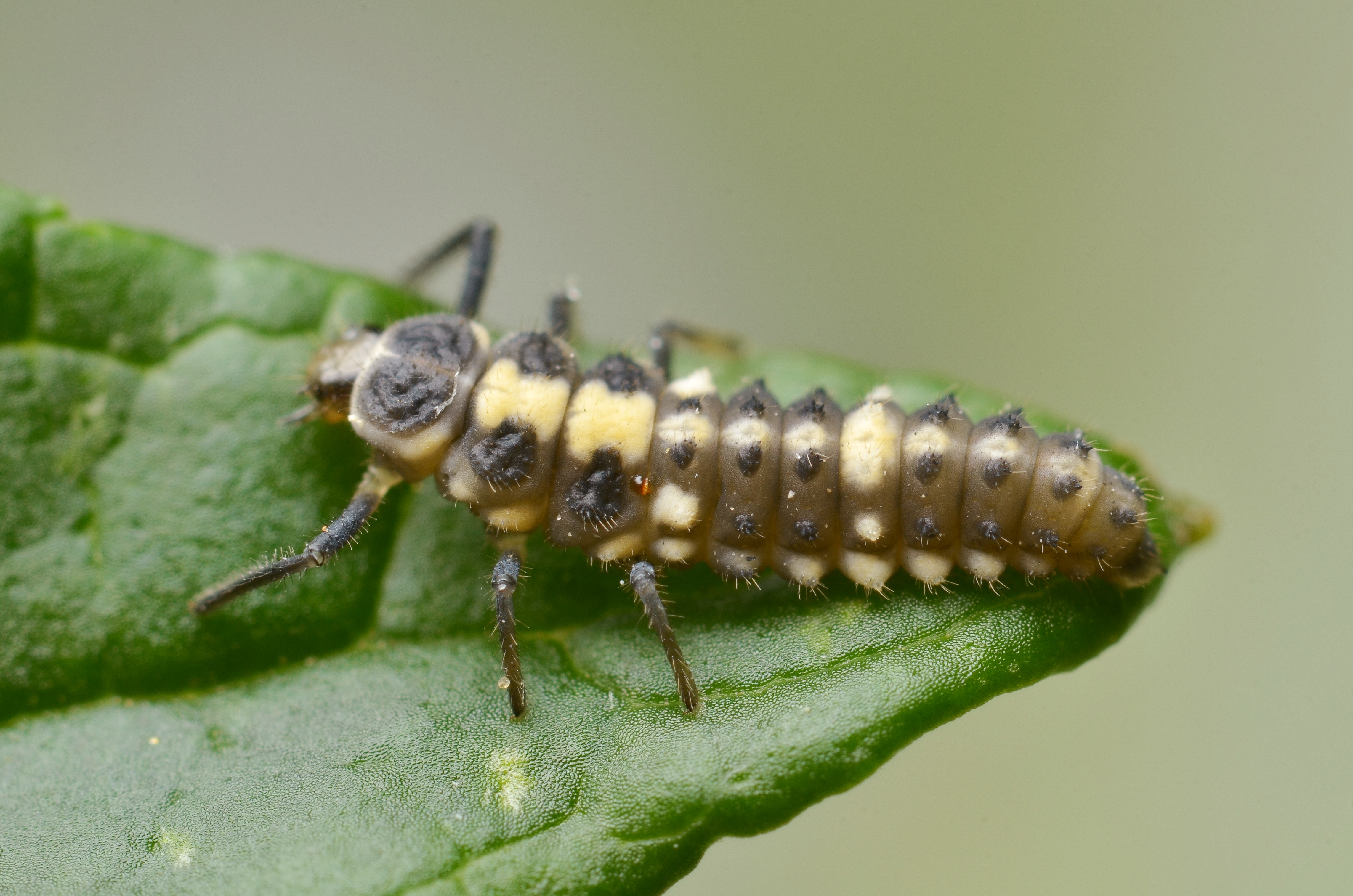
Личинка